# Erzbistum Gorizia
Das Erzbistum Gorizia (lat.: Archidioecesis Goritiensis, ital.: Arcidiocesi di Gorizia) ist eine Erzdiözese der römisch-katholischen Kirche in Italien mit Sitz in Gorizia (deutsch Görz).
Es ist Metropolitanbistum und bildet zusammen mit dem Suffraganbistum Triest die Kirchenprovinz Gorizia.

## Geschichte
Das Erzbistum entstand am 6. Juli 1751 nach der Auflösung des Patriarchats von Aquileia, dessen Gebiet zwischen dem venezianischen Erzbistum Udine und dem habsburgischen Erzbistum Görz aufgeteilt wurde. 1788 wurde die Diözese auf Druck Kaiser Josephs II. mit dem angrenzenden Gradisca vereint und dem Erzbistum Ljubljana unterstellt; der Bischofssitz wurde nach Gradisca verlegt. 1791 erfolgte die Rückverlegung des Bischofssitzes nach Görz. Das Bistum erhielt den Namen Görz-Gradisca. Am 27. Juli 1830 wurde es wieder zum Erzbistum erhoben. Die Bistümer von Laibach, Triest und Capodistria, Pola und Veglia unterstanden dem Erzbischof von Görz. Nach dem Zerfall der Habsburgermonarchie und den folgenden politischen Veränderungen in der Region ist das Bistum Triest als einziges Suffraganbistum erhalten geblieben.

## Weblinks

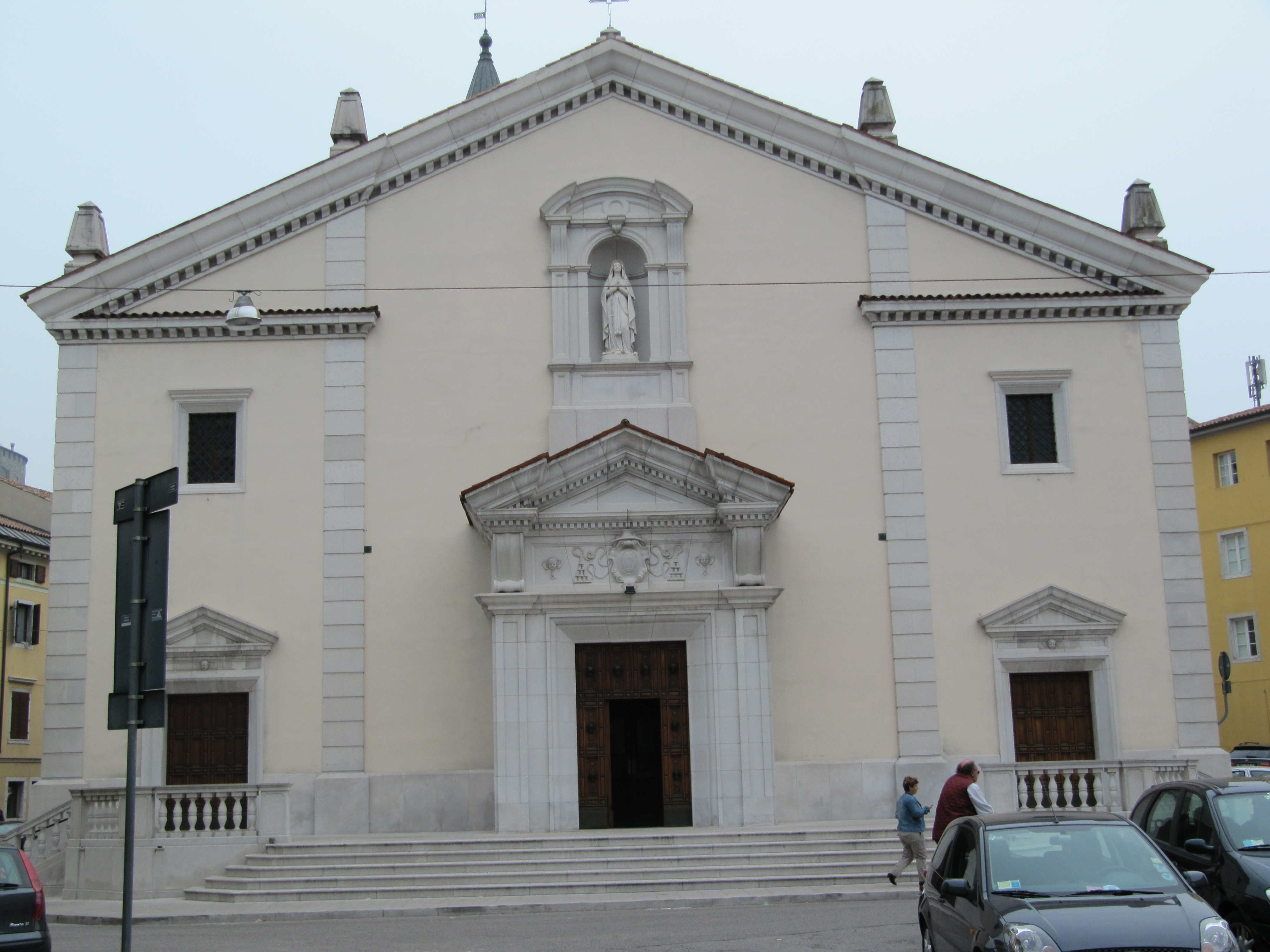
Kathedrale Sant’Ilario e Taziano in Gorizia